# Florian Bliziński
Florian Bliziński herbu Korczak (zm. w 1744/1747 roku) – wojski winnicki w 1740 roku, regent ziemski chełmski w latach 1717-1738.